# Natividad Vacío
Natividad Vacío (El Paso, 8 de septiembre de 1912 - Burbank, 30 de mayo de 1996) fue un actor de carácter estadounidense en cine y televisión desde los años cincuenta hasta los ochenta. Nacido como Natividad Domínguez Vacío, era mexicano-estadounidense. Casi siempre interpretó papeles de hispanos en sus 65 apariciones en cine y televisión. Estuvo casado con Henriqueta (Queta) Vacío.

## Carrera
Su debut se realizó en un episodio de 1950 de El Llanero Solitario titulado "El cofre del hombre muerto". Apareció en un papel principal en El autoestopista (1953), una película negra dirigida por Ida Lupino. Muchos de sus papeles fueron en películas del oeste, aunque tuvo una carrera variada. Por ejemplo, interpretó a un personaje llamado "Frank Smith", que era el jardinero de la familia en cinco episodios de la comedia suburbana Papá lo sabe todo (el personaje, y, por lo tanto los Anderson, pronunciaban su nombre como "Frahnk", por lo que los créditos generalmente se escribe fonéticamente como "Fronk").
La mayor parte de su trabajo fue en televisión, con algún papel ocasional en el cine. Quizás la película de mayor relevancia en la que apareció fue Los siete magníficos (1960), que retrata a "Miguel", uno de los habitantes mexicanos que intenta defender su aldea agrícola de una banda de forajidos. En 1988, apareció en la película de Robert Redford Un lugar llamado Milagro (1988), donde interpretó a "Onofre", un hombre con un brazo, que dijo que las mariposas se lo comieron. Era uno de los cuatro hombres a los que llamaban la "brigada senil".
Vacío era amigo cercano del actor George Reeves, protagonista de la serie de televisión Las aventuras de Superman. Vacío interpretó el papel de un inspector de policía mexicano en el episodio de 1958 "The Brainy Burro". Vacío y Reeves se conocieron en Pasadena Junior College, y a Reeves le encantaba escuchar a "Nati", el apodo de Vacío, cantar y tocar su guitarra. Reeves le pidió a Nati que le enseñara cómo tocar. Reeves aprendía rápido y ambos tocaban y cantaban canciones mexicanas todo el tiempo.
En Hollywoodland (2006), una película sobre la vida y muerte de Reeves, el personaje de Vacío fue interpretado por Diego Fuentes, actor de Toronto, en un par de escenas.

## Filmografía
| Año  | Título                                | Role                                              | Notas                |
| ---- | ------------------------------------- | ------------------------------------------------- | -------------------- |
| 1948 | Los amores de Carmen                  | Hombre                                            | Sin acreditar        |
| 1950 | Marcado a fuego                       | Peón                                              | Sin acreditar        |
| 1953 | Astucia de mujer                      | Vendedor persistente de Tijuana                   | Sin acreditar        |
| 1953 | El autoestopista                      | José                                              |                      |
| 1953 | Mi amor brasileño                     | Hombre aspirador                                  | (escenas eliminadas) |
| 1954 | Fuego verde                           | Hernández                                         |                      |
| 1955 | La ley del juez Thorne                | Morales                                           | Sin acreditar        |
| 1956 | La tierra del orgullo                 | Compos                                            | Sin acreditar        |
| 1956 | Gigante                               | Eusebio                                           | Sin acreditar        |
| 1957 | La noche en que el mundo explotó      | Médico hospitalario                               | Sin acreditar        |
| 1957 | Padre sabe mejor                      | Franco                                            |                      |
| 1957 | La fuga de Red Rock                   | Don Miguel Chávez                                 |                      |
| 1958 | Padre sabe mejor                      | Franco                                            |                      |
| 1960 | Los siete magníficos                  | Miguel                                            |                      |
| 1963 | Duelo en santuario                    | Quid                                              |                      |
| 1964 | El hotel de la luna de miel           | Vagabundo en el basurero                          | Sin acreditar        |
| 1966 | El castillo del mal                   | Muchacho                                          |                      |
| 1968 | Fiebre de codicia                     | Figueroa                                          |                      |
| 1970 | Dan August                            | Salazar                                           |                      |
| 1972 | ¡Alarma! Vuelo 502 secuestrado        | Pasajero español                                  | Sin acreditar        |
| 1980 | La próxima película de Cheech y Chong | Hombre mexicano en la oficina de bienestar social |                      |
| 1983 | Un genio con dos cerebros             | Ramón                                             |                      |
| 1988 | Un lugar llamado Milagro              | La Brigada Senil                                  |                      |